# Mosquée du Pacha Jakowali Hassan
 (septembre 2021).

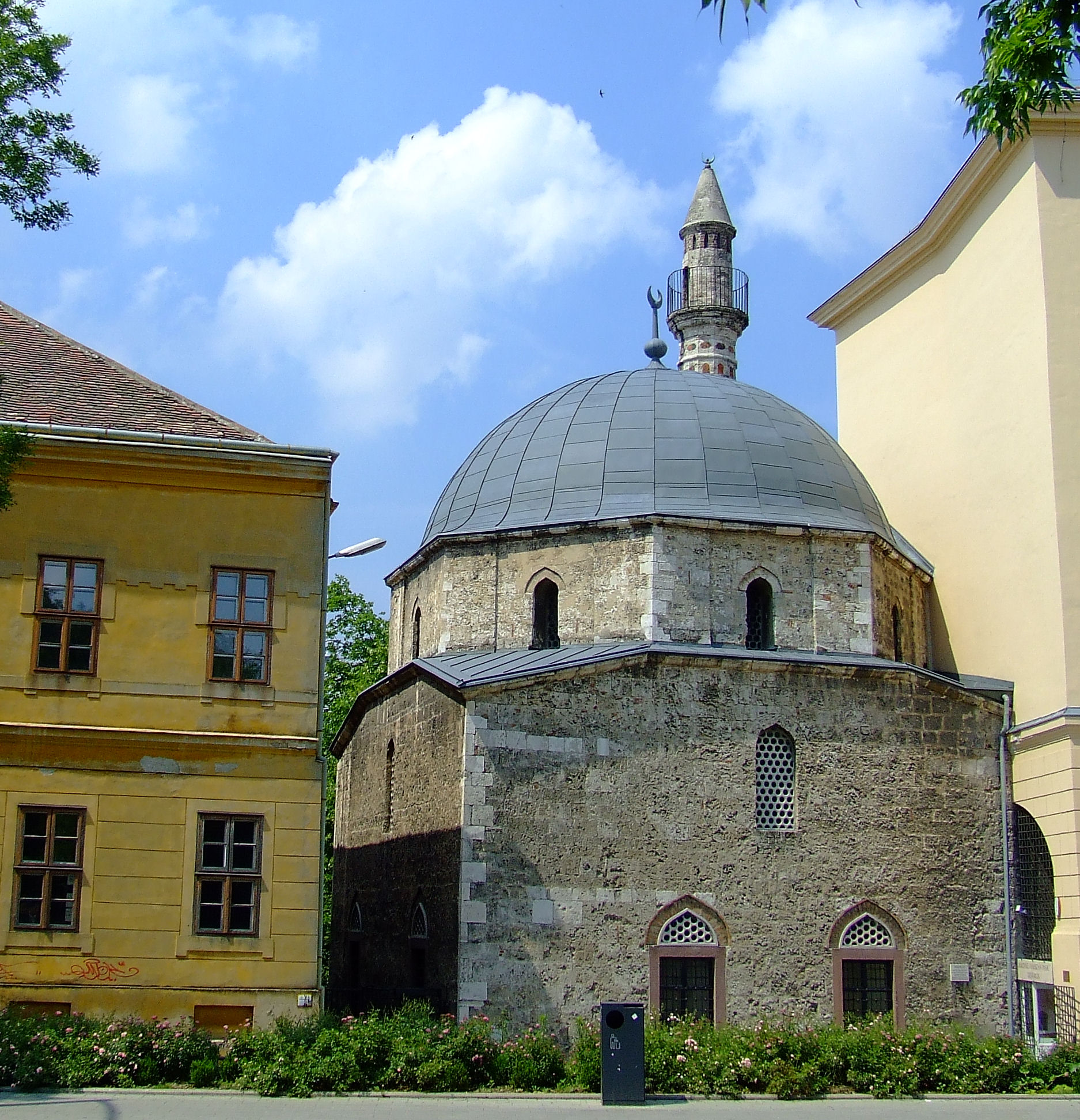
La mosquée de Jakowali Hassan Pacha

La mosquée du Pacha Jakowali Hassan (en hongrois : Jakováli Hasszán dzsámija) est une mosquée du centre-ville de Pécs (en allemand Fünfkirchen) en Hongrie.

## Histoire
Jakowali Hassan Pacha a quitté la mosquée dans la seconde moitié du XVIe siècle. Après l'expulsion des Turcs, le bâtiment a été utilisé comme chapelle Saint-Jean-Népomucène de 1702 à 1732, puis comme chapelle d'hôpital. Lors de la restauration au XXe siècle, les accessoires postérieurs ont été supprimés. À l'intérieur il y a un musée avec des expositions d'art changeantes. Au début des années 1970, le bâtiment a été décoré par le gouvernement turc de l'époque. Depuis lors, le bâtiment a été utilisé comme salle de prière par les musulmans locaux le vendredi après la fermeture du musée .

## Bâtiment
Le dôme de la mosquée repose sur un tambour octogonal sur une structure carrée massive avec des fenêtres en quille. Le portail finement ouvragé décoré de stalactites sur le côté nord-ouest et le mihrab ont été restaurés. Au cours de la restauration, les citations du Coran coufique et les motifs végétaux luxuriants sont revenus à la lumière. Le minaret de 23 m de haut a été complété au XIXe siècle.

## Littérature
- István Genthon : Monuments d'art en Hongrie. Un  manuel d'images. 2. Éd. Budapest : Corvina Kiadó, 1981, page 423 avec photo n° 230,  (ISBN 963 13 0622 4) .